# Kihansia jengiensis
Espèce
Kihansia jengiensis est une espèce de plantes de la famille des Triuridaceae et du genre Kihansia, décrite pour la première fois en 2015 par Moses Nsanyi Sainge et David Kenfack.
Cette nouvelle espèce, découverte dans les forêts semi-décidues du sud-est du Cameroun, est la première du genre observée en Afrique centrale.
Elle est considérée comme en danger critique d'extinction (CR).